# Georgetown, Illinois
Georgetown là một thành phố thuộc quận Vermilion, tiểu bang Illinois, Hoa Kỳ. Năm 2010, dân số của thành phố này là 404 người.

## Dân số
Dân số qua các năm:
- Năm 2000: 3628 người.
- Năm 2010: 404 người.